# Vieussan
 Vieussan  es una población y comuna francesa, situada en la región de Occitania, departamento de Hérault, en el distrito de Béziers y cantón de Olargues.
La localidad de Vieussan cubre 28,26 km², tiene 269 habitantes (censo 2008) y una densidad de 9,52 habitantes por km². La altitud mínima es de 84 m, la altitud máxima es de 733 m, la altitud media es de 107 m. 

## Demografía
| 280 | 234 | 232 | 257 | 256 | 214 |
| Para los censos de 1962 a 1999 la población legal corresponde a la población sin duplicidades (Fuente: INSEE [Consultar]) |     |     |     |     |     |